# Institut pour l'étude de la guerre
Pour les articles homonymes, voir ISW.
L'Institut pour l'étude de la guerre (anglais : Institute for the Study of War, abrégé ISW) est un groupe de réflexion basé aux États-Unis fondé en 2007 qui fournit des analyses sur les questions de défense et d'affaires étrangères. Il est considéré néoconservateur et belliciste. L'institut a produit des rapports sur la guerre syrienne, la guerre en Afghanistan et la guerre en Irak, « se concentrant sur les opérations militaires, les menaces ennemies et les tendances politiques dans diverses zones de conflit »,, et publie actuellement des rapports quotidiens sur l'invasion russe de l'Ukraine commencée en 2022.
ISW a été fondé par Kimberly Kagan (en), en réponse à la stagnation des guerres en Irak et en Afghanistan, avec un financement de base fourni par un groupe d'entrepreneurs de la défense et un objectif déclaré de fournir une analyse en temps réel, indépendante et open source des opérations militaires en cours et des attaques des insurgés,. Le groupe fonctionne actuellement comme une organisation à but non lucratif, soutenue par des contributions d'entrepreneurs de la défense.

## Positions politiques
Les journalistes de Politico, Time, Wired, Vox and The Guardianont décrit l'orientation du groupe comme « belliciste », tandis que les journalistes de NPR ont décrit sa position comme « parfois belliciste ». Des journalistes de Business Day, The Nation,, Arab Studies Quarterly, Strategic Studies Quarterly, The Hankyoreh and Foreign Policy ont décrit l'ISW comme néoconservateur. James A Russell, dans un texte de Small Wars & Insurgencies, a décrit le groupe de réflexion comme néoconservateur et de droite, comparant l'organisation à la The Heritage Foundation et au The Washington Institute for Near East Policy. The Washington Post a décrit le groupe comme favorisant une « politique étrangère agressive ». Dans The Intercept, le journaliste Robert Wright décrit ce think tank comme « ultra-faucon » et son objectivité comme « douteuse ».
L'ISW entretient des liens étroits avec l'armée américaine et l'industrie de la défense,, et les principaux contributeurs du groupe de réflexion incluent les entreprises General Dynamics, Raytheon, CACI et DynCorp.